# 96 сати
96 сати (енгл. Taken) француски је акциони трилер филм из 2008. на енглеском језику редитеља Пјера Морела. Сценаристи су Лик Бесон и Роберт Марк Кејмен. Продуцент филма је Лик Бесон. Музику је компоновао Натанијел Мешали. 
Глумачку екипу чине Лијам Нисон, Меги Грејс, Фамке Јансен, Лиланд Орсер, Џон Грајс, Дејвид Варшовски, Кејти Касиди и Холи Валанс. 
Филм је зарадио више од 226 милиона долара. Бројни медији навели су филм као прекретницу у Нисоновој каријери која га је редефинисала и трансформисала у акциону филмску звезду. Светска премијера филма је била 30. јануара 2008. у САД. Буџет филма је износио 22.000.000 долара. Године 2012. године је снимљен наставак 96 сати: Истанбул.

## Радња
Шта може бити горе за једног оца од беспомоћног седења с друге стране телефонске линије док му отимају кћерку? То је ноћна мора која постаје стварност за Брајана (Лијам Нисон), бившег тајног агента, који има само 96 сати да врати своју ћерку Ким (Меги Грејс) из руку стравичне банде специјализоване за продају младих жена. Први проблем који Брајан мора да реши је тај да је он у Лос Анђелесу, а Ким је отета у Паризу.

## Улоге
| Глумац          | Улога            |
| --------------- | ---------------- |
| Лијам Нисон     | Брајан Милс      |
| Меги Грејс      | Ким Милс         |
| Фамке Јансен    | Ленор Милс       |
| Лиланд Орсер    | Сем Гилрој       |
| Џон Грајс       | Марк Кејси       |
| Дејвид Вашовски | Берни Харис      |
| Кејти Касиди    | Аманда           |
| Холи Валанс     | Шира             |
| Зандер Беркли   | Стјуарт Сент-Џон |
| Горан Костић    | Грегор           |